# Ivo Rinkel

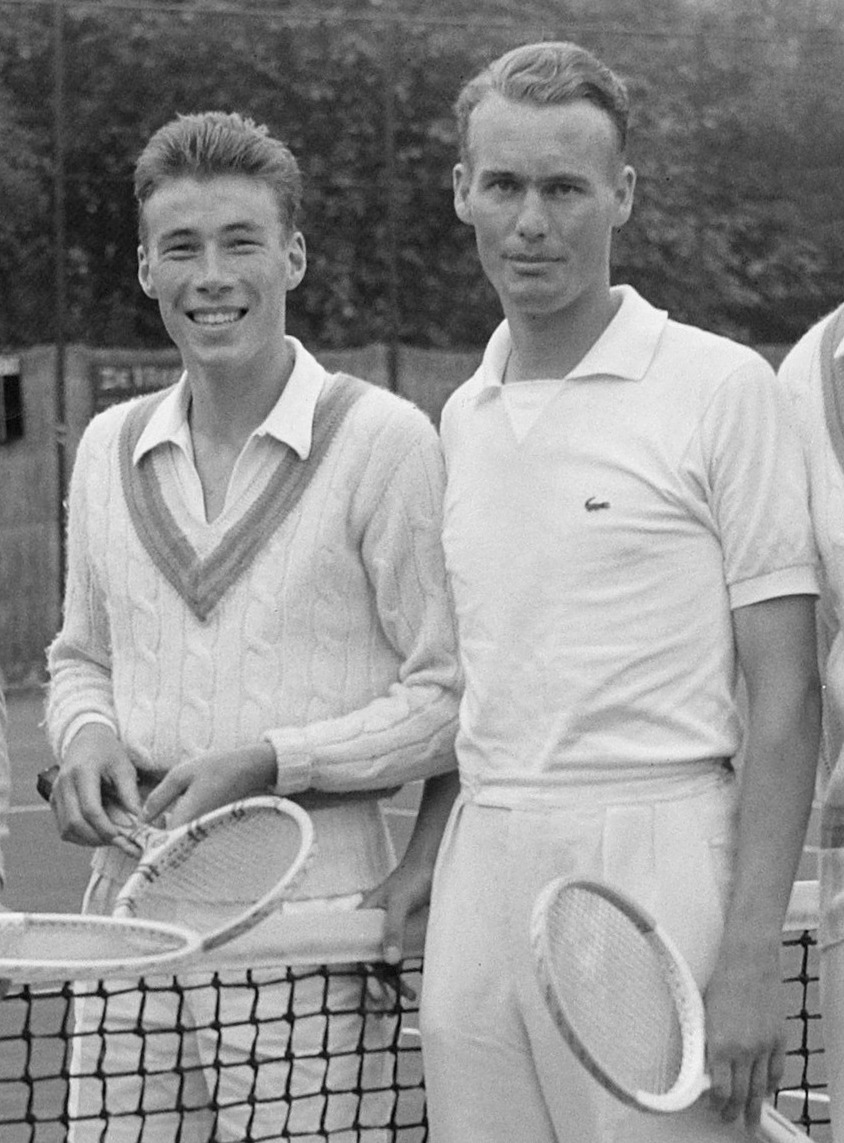
Philippe Washer en Ivo Rinkel in 1950

Ivo Ferdinand Rinkel (Semarang, 27 oktober 1920 – Baarn, 16 maart 2000) was een Nederlands tennisser en hockeyspeler.

## Loopbaan
Rinkel won in 1945 zijn eerste en enige Nederlandse kampioenschap in het enkelspel. Met achtereenvolgens Huib Wilton en Hans van Swol won hij tussen 1945 en 1950 zes nationale titels in het heren dubbel, daarnaast won hij in 1945, 1946 en in 1950 het gemengd dubbelspel. Rinkel nam verschillende keren deel aan Wimbledon. Met Van Swol reikte hij in 1948 tot de kwartfinale in het heren dubbelspel. Zijn beste resultaat in het enkelspel behaalde hij in 1946, toen hij tot in de derde ronde kwam.
Als hockeyer kwam Rinkel uit voor de Gooische Hockey Club. Hij maakte rond 1950 deel uit van het Nederlands hockeyelftal.
Na zijn actieve sportloopbaan leidde Rinkel het Nederlandse Davis Cupteam. 

## Privéleven
Ivo Rinkel was enige tijd getrouwd met de Britse tennisspeelster Jean Quertier. Zijn oudere broer Dick Rinkel was in de jaren dertig op nationaal niveau actief als tennisspeler.